# Hannas församling
Hannas församling var en församling i Lunds stift och i Simrishamns kommun. Församlingen uppgick 2002 i Hammenhögs församling.

## Administrativ historik
Församlingen har medeltida ursprung. 
Församlingen var till 2002 annexförsamling i pastoratet Hammenhög och Hannäs som även omfattade, från 1 maj 1925 Östra Herrestads församling, från 1 maj 1925 till 1983 Östra Ingelstads församling, och från 1962 Vallby församling. Församlingen uppgick 2002 i Hammenhögs församling.

## Kyrkor
- Hannas kyrka